# RideLondon-Surrey Classic 2019
La RideLondon Classic 2019 fou la 8a edició de la RideLondon Classic, una cursa ciclista d'un sol dia que es disputà pels voltants de Londres el 4 d'agost de 2019. Formava part del calendari UCI World Tour 2019.
El vencedor final fou l'italià Elia Viviani (Deceuninck-Quick Step), que s'imposà a l'esprint a Sam Bennett (Bora-Hansgrohe) i Michael Mørkøv (Deceuninck-Quick Step), segon i tercer respectivament.

## Equips
Vint equips prendran part a la cursa: setze WorldTeams, tres equips continentals professionals i una selecció nacional.
| WorldTeams (16)- AG2R La Mondiale - Bahrain-Merida - Bora-hansgrohe - CCC Team - Deceuninck-Quick Step - Groupama-FDJ - Lotto Soudal - Mitchelton-Scott - Dimension Data - EF Education First - Ineos - Team Jumbo-Visma - Katusha-Alpecin - Team Sunweb - Trek-Segafredo - UAE Team Emirates Equips continentals professionals (3)- Delko-Marseille Provence - Israel Cycling Academy - Total Direct Énergie Equip nacional- Gran Bretanya |
| |

## Classificació
| \| Classificació general \| Classificació general \| Classificació general \| Classificació general \| Classificació general \| \| Corredor \| Corredor \| Equip \| Temps \| \| \| --------------------- \| --------------------- \| --------------------- \| --------------------- \| --------------------- \| \| 1r \| Elia Viviani \| Deceuninck-Quick Step \| 3h 46' 15" \| \| \| 2n \| Sam Bennett \| Bora-Hansgrohe \| + 0" \| \| \| 3r \| Michael Mørkøv \| Deceuninck-Quick Step \| + 0" \| \| \| 4t \| Jasper Stuyven \| Trek-Segafredo \| + 0" \| \| \| 5è \| Amund Grøndahl Jansen \| Team Jumbo-Visma \| + 0" \| \| \| 6è \| Giacomo Nizzolo \| Dimension Data \| + 0" \| \| \| 7è \| Alexander Kristoff \| UAE Team Emirates \| + 0" \| \| \| 8è \| Oliver Naesen \| AG2R La Mondiale \| + 0" \| \| \| 9è \| Jasper De Buyst \| Lotto-Soudal \| + 0" \| \| \| 10è \| Ethan Hayter \| Gran Bretanya \| + 0" \| \| |                       |                       |            |
| |                       |                       |            |
| Font: ProCyclingStats |                       |                       |            |
| Classificació general |                       |                       |            |
| Corredor | Corredor              | Equip                 | Temps      |
| 1r | Elia Viviani          | Deceuninck-Quick Step | 3h 46' 15" |
| 2n | Sam Bennett           | Bora-Hansgrohe        | + 0"       |
| 3r | Michael Mørkøv        | Deceuninck-Quick Step | + 0"       |
| 4t | Jasper Stuyven        | Trek-Segafredo        | + 0"       |
| 5è | Amund Grøndahl Jansen | Team Jumbo-Visma      | + 0"       |
| 6è | Giacomo Nizzolo       | Dimension Data        | + 0"       |
| 7è | Alexander Kristoff    | UAE Team Emirates     | + 0"       |
| 8è | Oliver Naesen         | AG2R La Mondiale      | + 0"       |
| 9è | Jasper De Buyst       | Lotto-Soudal          | + 0"       |
| 10è | Ethan Hayter          | Gran Bretanya         | + 0"       |

## Llista de participants
| Bora-Hansgrohe BOH | Bora-Hansgrohe BOH        | Bora-Hansgrohe BOH |
| ------------------ | ------------------------- | ------------------ |
| Núm                | Ciclista                  | Pos                |
| 1                  | Jean-Pierre Drucker (LUX) | 121è               |
| 2                  | Shane Archbold (NZL)      | 77è                |
| 3                  | Erik Baška (SVK)          | 120è               |
| 4                  | Sam Bennett (IRL) (ruta)  | 2n                 |
| 5                  | Juraj Sagan (SVK) (ruta)  | DNF                |
| 6                  | Andreas Schillinger (GER) | 119è               |
| 7                  | Michael Schwarzmann (GER) | 123è               |

| Deceuninck-Quick Step DQT | Deceuninck-Quick Step DQT   | Deceuninck-Quick Step DQT |
| ------------------------- | --------------------------- | ------------------------- |
| Núm                       | Ciclista                    | Pos                       |
| 11                        | Philippe Gilbert (BEL)      | 59è                       |
| 13                        | Iljo Keisse (BEL)           | 38è                       |
| 14                        | Davide Martinelli (ITA)     | 32è                       |
| 15                        | Michael Mørkøv (DEN) (ruta) | 3r                        |
| 16                        | Zdeněk Štybar (CZE)         | 27è                       |
| 17                        | Elia Viviani (ITA)          | 1r                        |

| Trek-Segafredo TFS | Trek-Segafredo TFS     | Trek-Segafredo TFS |
| ------------------ | ---------------------- | ------------------ |
| Núm                | Ciclista               | Pos                |
| 21                 | Koen de Kort (NED)     | 73è                |
| 22                 | Alex Frame (NZL)       | 87è                |
| 23                 | Alex Kirsch (LUX)      | 112è               |
| 24                 | Matteo Moschetti (ITA) | DNF                |
| 25                 | William Clarke (AUS)   | DNF                |
| 26                 | Jasper Stuyven (BEL)   | 4t                 |
| 27                 | Edward Theuns (BEL)    | 67è                |

| Bahrain-Merida TBM | Bahrain-Merida TBM      | Bahrain-Merida TBM |
| ------------------ | ----------------------- | ------------------ |
| Núm                | Ciclista                | Pos                |
| 31                 | Yukiya Arashiro (JPN)   | 26è                |
| 32                 | Phil Bauhaus (GER)      | 34è                |
| 33                 | Sonny Colbrelli (ITA)   | 15è                |
| 36                 | Heinrich Haussler (AUS) | 81è                |
| 37                 | Marcel Sieberg (GER)    | 51è                |

| UAE Team Emirates UAD | UAE Team Emirates UAD    | UAE Team Emirates UAD |
| --------------------- | ------------------------ | --------------------- |
| Núm                   | Ciclista                 | Pos                   |
| 41                    | Tom Bohli (SUI)          | 102è                  |
| 42                    | Oliviero Troia (ITA)     | 96è                   |
| 43                    | Marco Marcato (ITA)      | 33è                   |
| 44                    | Rui Oliveira (POR)       | 114è                  |
| 45                    | Roberto Ferrari (ITA)    | 30è                   |
| 46                    | Sven Erik Bystrøm (NOR)  | 101è                  |
| 47                    | Alexander Kristoff (NOR) | 7è                    |

| CCC Team CCC | CCC Team CCC                         | CCC Team CCC |
| ------------ | ------------------------------------ | ------------ |
| Núm          | Ciclista                             | Pos          |
| 51           | Jonas Koch (GER)                     | 14è          |
| 52           | Michael Schär (SUI)                  | 46è          |
| 53           | Gijs Van Hoecke (BEL)                | 75è          |
| 54           | Nathan Van Hooydonck (BEL)           | 44è          |
| 55           | Guillaume Van Keirsbulck (BEL)       | 53è          |
| 56           | Francisco José Ventoso Alberdi (ESP) | 91è          |
| 57           | Łukasz Wiśniowski (POL)              | 50è          |

| Total Direct Énergie TDE | Total Direct Énergie TDE | Total Direct Énergie TDE |
| ------------------------ | ------------------------ | ------------------------ |
| Núm                      | Ciclista                 | Pos                      |
| 61                       | Niccolò Bonifazio (ITA)  | 106è                     |
| 62                       | Bryan Nauleau (FRA)      | 104è                     |
| 63                       | Romain Cardis (FRA)      | 23è                      |
| 64                       | Pim Ligthart (NED)       | DNF                      |
| 65                       | Adrien Petit (FRA)       | DNF                      |
| 66                       | Fabien Grellier (FRA)    | 72è                      |
| 67                       | Angélo Tulik (FRA)       | 105è                     |

| Team Sunweb SUN | Team Sunweb SUN         | Team Sunweb SUN |
| --------------- | ----------------------- | --------------- |
| Núm             | Ciclista                | Pos             |
| 71              | Nikias Arndt (GER)      | 60è             |
| 72              | Roy Curvers (NED)       | 39è             |
| 73              | Lennard Kämna (GER)     | 92è             |
| 74              | Michael Matthews (AUS)  | 83è             |
| 75              | Joris Nieuwenhuis (NED) | 24è             |
| 76              | Casper Pedersen (DEN)   | 43è             |
| 77              | Martijn Tusveld (NED)   | 108è            |

| Team Ineos INS | Team Ineos INS             | Team Ineos INS |
| -------------- | -------------------------- | -------------- |
| Núm            | Ciclista                   | Pos            |
| 81             | Leonardo Basso (ITA)       | 54è            |
| 82             | Diego Rosa (ITA)           | 49è            |
| 83             | Filippo Ganna (ITA)        | 37è            |
| 84             | Kristoffer Halvorsen (NOR) | 16è            |
| 85             | Christian Knees (GER)      | 29è            |
| 86             | Christopher Lawless (GBR)  | 82è            |
| 87             | Ian Stannard (GBR)         | 69è            |

| Gran Bretanya GBR | Gran Bretanya GBR | Gran Bretanya GBR |
| ----------------- | ----------------- | ----------------- |
| Núm               | Ciclista          | Pos               |
| 91                | Connor Swift      | 68è               |
| 92                | Matthew Walls     | 13è               |
| 93                | Ethan Hayter      | 10è               |
| 94                | James Shaw        | 55è               |
| 95                | Scott Thwaites    | 56è               |
| 96                | Gabriel Cullaigh  | 122è              |
| 97                | Thomas Stewart    | 79è               |

| Groupama-FDJ GFC | Groupama-FDJ GFC        | Groupama-FDJ GFC |
| ---------------- | ----------------------- | ---------------- |
| Núm              | Ciclista                | Pos              |
| 101              | Arnaud Démare (FRA)     | 35è              |
| 102              | Jacopo Guarnieri (ITA)  | DNF              |
| 103              | Daniel Hoelgaard (NOR)  | 95è              |
| 105              | Olivier Le Gac (FRA)    | 62è              |
| 106              | Ramon Sinkeldam (NED)   | 100è             |
| 107              | Benoît Vaugrenard (FRA) | DNF              |

| Mitchelton-Scott MTS | Mitchelton-Scott MTS     | Mitchelton-Scott MTS |
| -------------------- | ------------------------ | -------------------- |
| Núm                  | Ciclista                 | Pos                  |
| 111                  | Michael Hepburn (AUS)    | 70è                  |
| 112                  | Daryl Impey (RSA) (ruta) | 12è                  |
| 113                  | Edoardo Affini (ITA)     | 113è                 |
| 114                  | Cameron Meyer (AUS)      | 76è                  |
| 115                  | Michael Albasini (SUI)   | 117è                 |
| 116                  | Robert Stannard (AUS)    | 86è                  |
| 117                  | Jack Bauer (NZL)         | 84è                  |

| AG2R La Mondiale ALM | AG2R La Mondiale ALM     | AG2R La Mondiale ALM |
| -------------------- | ------------------------ | -------------------- |
| Núm                  | Ciclista                 | Pos                  |
| 121                  | Nico Denz (GER)          | 48è                  |
| 122                  | Julien Duval (FRA)       | 20è                  |
| 123                  | Gediminas Bagdonas (LTU) | 45è                  |
| 124                  | Alexis Gougeard (FRA)    | DNF                  |
| 125                  | Oliver Naesen (BEL)      | 8è                   |
| 126                  | Stijn Vandenbergh (BEL)  | 40è                  |
| 127                  | Ben Gastauer (LUX)       | 61è                  |

| Delko Marseille Provence DMP | Delko Marseille Provence DMP      | Delko Marseille Provence DMP |
| ---------------------------- | --------------------------------- | ---------------------------- |
| Núm                          | Ciclista                          | Pos                          |
| 131                          | Julien El Fares (FRA)             | 57è                          |
| 132                          | Iuri Filosi (ITA)                 | 94è                          |
| 133                          | Alexis Guérin (FRA)               | 42è                          |
| 134                          | Alessandro Fedeli (ITA)           | 22è                          |
| 135                          | Ramūnas Navardauskas (LTU) (ruta) | 116è                         |
| 136                          | Fabien Schmidt (FRA)              | 85è                          |
| 137                          | Julien Trarieux (FRA)             | 19è                          |

| Israel Cycling Academy ICA | Israel Cycling Academy ICA | Israel Cycling Academy ICA |
| -------------------------- | -------------------------- | -------------------------- |
| Núm                        | Ciclista                   | Pos                        |
| 141                        | Davide Cimolai (ITA)       | 17è                        |
| 142                        | Conor Dunne (IRL)          | 107è                       |
| 143                        | Clément Carisey (FRA)      | 111è                       |
| 144                        | Krists Neilands (LAT)      | 90è                        |
| 145                        | Guy Sagiv (ISR) (ruta)     | 88è                        |
| 146                        | Tom Van Asbroeck (BEL)     | 41è                        |
| 147                        | Dennis van Winden (NED)    | 31è                        |

| Lotto-Soudal LTS | Lotto-Soudal LTS        | Lotto-Soudal LTS |
| ---------------- | ----------------------- | ---------------- |
| Núm              | Ciclista                | Pos              |
| 151              | Jasper De Buyst (BEL)   | 9è               |
| 152              | Stan Dewulf (BEL)       | 115è             |
| 153              | Caleb Ewan (AUS)        | DNF              |
| 154              | Frederik Frison (BEL)   | DNF              |
| 155              | Brian van Goethem (NED) | 63è              |
| 156              | Nikolas Maes (BEL)      | 21è              |
| 157              | Gerben Thijssen (BEL)   | 25è              |

| Dimension Data TDD | Dimension Data TDD       | Dimension Data TDD |
| ------------------ | ------------------------ | ------------------ |
| Núm                | Ciclista                 | Pos                |
| 161                | Ryan Gibbons (RSA)       | 18è                |
| 162                | Tom-Jelte Slagter (NED)  | 89è                |
| 163                | Giacomo Nizzolo (ITA)    | 6è                 |
| 164                | Mark Renshaw (AUS)       | 65è                |
| 165                | Jay Robert Thomson (RSA) | DNF                |
| 166                | Rasmus Tiller (NOR)      | 64è                |
| 167                | Julien Vermote (BEL)     | 58è                |

| EF Education First EF1 | EF Education First EF1    | EF Education First EF1 |
| ---------------------- | ------------------------- | ---------------------- |
| Núm                    | Ciclista                  | Pos                    |
| 171                    | Matti Breschel (DEN)      | DNF                    |
| 172                    | Alberto Bettiol (ITA)     | 66è                    |
| 173                    | Moreno Hofland (NED)      | 11è                    |
| 174                    | Sebastian Langeveld (NED) | 93è                    |
| 175                    | Daniel McLay (GBR)        | 78è                    |
| 176                    | Taylor Phinney (USA)      | 97è                    |
| 177                    | Sep Vanmarcke (BEL)       | 36è                    |

| Team Jumbo-Visma TJV | Team Jumbo-Visma TJV               | Team Jumbo-Visma TJV |
| -------------------- | ---------------------------------- | -------------------- |
| Núm                  | Ciclista                           | Pos                  |
| 181                  | Amund Grøndahl Jansen (NOR) (ruta) | 5è                   |
| 182                  | Pascal Eenkhoorn (NED)             | 99è                  |
| 183                  | Jos van Emden (NED)                | 71è                  |
| 184                  | Tom Leezer (NED)                   | 98è                  |
| 185                  | Timo Roosen (NED)                  | 74è                  |
| 186                  | Mike Teunissen (NED)               | 28è                  |
| 187                  | Maarten Wynants (BEL)              | 80è                  |

| Katusha-Alpecin TKA | Katusha-Alpecin TKA      | Katusha-Alpecin TKA |
| ------------------- | ------------------------ | ------------------- |
| Núm                 | Ciclista                 | Pos                 |
| 191                 | Jenthe Biermans (BEL)    | 52è                 |
| 192                 | Jens Debusschere (BEL)   | 118è                |
| 193                 | Alex Dowsett (GBR)       | 109è                |
| 194                 | Marco Haller (AUT)       | 103è                |
| 195                 | Nathan Haas (AUS)        | DNF                 |
| 196                 | Harry Tanfield (GBR)     | 47è                 |
| 197                 | Mads Würtz Schmidt (DEN) | 110è                |

| Bora-Hansgrohe BOH | Bora-Hansgrohe BOH        | Bora-Hansgrohe BOH |
| ------------------ | ------------------------- | ------------------ |
| Núm                | Ciclista                  | Pos                |
| 1                  | Jean-Pierre Drucker (LUX) | 121è               |
| 2                  | Shane Archbold (NZL)      | 77è                |
| 3                  | Erik Baška (SVK)          | 120è               |
| 4                  | Sam Bennett (IRL) (ruta)  | 2n                 |
| 5                  | Juraj Sagan (SVK) (ruta)  | DNF                |
| 6                  | Andreas Schillinger (GER) | 119è               |
| 7                  | Michael Schwarzmann (GER) | 123è               |

| Deceuninck-Quick Step DQT | Deceuninck-Quick Step DQT   | Deceuninck-Quick Step DQT |
| ------------------------- | --------------------------- | ------------------------- |
| Núm                       | Ciclista                    | Pos                       |
| 11                        | Philippe Gilbert (BEL)      | 59è                       |
| 13                        | Iljo Keisse (BEL)           | 38è                       |
| 14                        | Davide Martinelli (ITA)     | 32è                       |
| 15                        | Michael Mørkøv (DEN) (ruta) | 3r                        |
| 16                        | Zdeněk Štybar (CZE)         | 27è                       |
| 17                        | Elia Viviani (ITA)          | 1r                        |

| Trek-Segafredo TFS | Trek-Segafredo TFS     | Trek-Segafredo TFS |
| ------------------ | ---------------------- | ------------------ |
| Núm                | Ciclista               | Pos                |
| 21                 | Koen de Kort (NED)     | 73è                |
| 22                 | Alex Frame (NZL)       | 87è                |
| 23                 | Alex Kirsch (LUX)      | 112è               |
| 24                 | Matteo Moschetti (ITA) | DNF                |
| 25                 | William Clarke (AUS)   | DNF                |
| 26                 | Jasper Stuyven (BEL)   | 4t                 |
| 27                 | Edward Theuns (BEL)    | 67è                |

| Bahrain-Merida TBM | Bahrain-Merida TBM      | Bahrain-Merida TBM |
| ------------------ | ----------------------- | ------------------ |
| Núm                | Ciclista                | Pos                |
| 31                 | Yukiya Arashiro (JPN)   | 26è                |
| 32                 | Phil Bauhaus (GER)      | 34è                |
| 33                 | Sonny Colbrelli (ITA)   | 15è                |
| 36                 | Heinrich Haussler (AUS) | 81è                |
| 37                 | Marcel Sieberg (GER)    | 51è                |

| UAE Team Emirates UAD | UAE Team Emirates UAD    | UAE Team Emirates UAD |
| --------------------- | ------------------------ | --------------------- |
| Núm                   | Ciclista                 | Pos                   |
| 41                    | Tom Bohli (SUI)          | 102è                  |
| 42                    | Oliviero Troia (ITA)     | 96è                   |
| 43                    | Marco Marcato (ITA)      | 33è                   |
| 44                    | Rui Oliveira (POR)       | 114è                  |
| 45                    | Roberto Ferrari (ITA)    | 30è                   |
| 46                    | Sven Erik Bystrøm (NOR)  | 101è                  |
| 47                    | Alexander Kristoff (NOR) | 7è                    |

| CCC Team CCC | CCC Team CCC                         | CCC Team CCC |
| ------------ | ------------------------------------ | ------------ |
| Núm          | Ciclista                             | Pos          |
| 51           | Jonas Koch (GER)                     | 14è          |
| 52           | Michael Schär (SUI)                  | 46è          |
| 53           | Gijs Van Hoecke (BEL)                | 75è          |
| 54           | Nathan Van Hooydonck (BEL)           | 44è          |
| 55           | Guillaume Van Keirsbulck (BEL)       | 53è          |
| 56           | Francisco José Ventoso Alberdi (ESP) | 91è          |
| 57           | Łukasz Wiśniowski (POL)              | 50è          |

| Total Direct Énergie TDE | Total Direct Énergie TDE | Total Direct Énergie TDE |
| ------------------------ | ------------------------ | ------------------------ |
| Núm                      | Ciclista                 | Pos                      |
| 61                       | Niccolò Bonifazio (ITA)  | 106è                     |
| 62                       | Bryan Nauleau (FRA)      | 104è                     |
| 63                       | Romain Cardis (FRA)      | 23è                      |
| 64                       | Pim Ligthart (NED)       | DNF                      |
| 65                       | Adrien Petit (FRA)       | DNF                      |
| 66                       | Fabien Grellier (FRA)    | 72è                      |
| 67                       | Angélo Tulik (FRA)       | 105è                     |

| Team Sunweb SUN | Team Sunweb SUN         | Team Sunweb SUN |
| --------------- | ----------------------- | --------------- |
| Núm             | Ciclista                | Pos             |
| 71              | Nikias Arndt (GER)      | 60è             |
| 72              | Roy Curvers (NED)       | 39è             |
| 73              | Lennard Kämna (GER)     | 92è             |
| 74              | Michael Matthews (AUS)  | 83è             |
| 75              | Joris Nieuwenhuis (NED) | 24è             |
| 76              | Casper Pedersen (DEN)   | 43è             |
| 77              | Martijn Tusveld (NED)   | 108è            |

| Team Ineos INS | Team Ineos INS             | Team Ineos INS |
| -------------- | -------------------------- | -------------- |
| Núm            | Ciclista                   | Pos            |
| 81             | Leonardo Basso (ITA)       | 54è            |
| 82             | Diego Rosa (ITA)           | 49è            |
| 83             | Filippo Ganna (ITA)        | 37è            |
| 84             | Kristoffer Halvorsen (NOR) | 16è            |
| 85             | Christian Knees (GER)      | 29è            |
| 86             | Christopher Lawless (GBR)  | 82è            |
| 87             | Ian Stannard (GBR)         | 69è            |

| Gran Bretanya GBR | Gran Bretanya GBR | Gran Bretanya GBR |
| ----------------- | ----------------- | ----------------- |
| Núm               | Ciclista          | Pos               |
| 91                | Connor Swift      | 68è               |
| 92                | Matthew Walls     | 13è               |
| 93                | Ethan Hayter      | 10è               |
| 94                | James Shaw        | 55è               |
| 95                | Scott Thwaites    | 56è               |
| 96                | Gabriel Cullaigh  | 122è              |
| 97                | Thomas Stewart    | 79è               |

| Groupama-FDJ GFC | Groupama-FDJ GFC        | Groupama-FDJ GFC |
| ---------------- | ----------------------- | ---------------- |
| Núm              | Ciclista                | Pos              |
| 101              | Arnaud Démare (FRA)     | 35è              |
| 102              | Jacopo Guarnieri (ITA)  | DNF              |
| 103              | Daniel Hoelgaard (NOR)  | 95è              |
| 105              | Olivier Le Gac (FRA)    | 62è              |
| 106              | Ramon Sinkeldam (NED)   | 100è             |
| 107              | Benoît Vaugrenard (FRA) | DNF              |

| Mitchelton-Scott MTS | Mitchelton-Scott MTS     | Mitchelton-Scott MTS |
| -------------------- | ------------------------ | -------------------- |
| Núm                  | Ciclista                 | Pos                  |
| 111                  | Michael Hepburn (AUS)    | 70è                  |
| 112                  | Daryl Impey (RSA) (ruta) | 12è                  |
| 113                  | Edoardo Affini (ITA)     | 113è                 |
| 114                  | Cameron Meyer (AUS)      | 76è                  |
| 115                  | Michael Albasini (SUI)   | 117è                 |
| 116                  | Robert Stannard (AUS)    | 86è                  |
| 117                  | Jack Bauer (NZL)         | 84è                  |

| AG2R La Mondiale ALM | AG2R La Mondiale ALM     | AG2R La Mondiale ALM |
| -------------------- | ------------------------ | -------------------- |
| Núm                  | Ciclista                 | Pos                  |
| 121                  | Nico Denz (GER)          | 48è                  |
| 122                  | Julien Duval (FRA)       | 20è                  |
| 123                  | Gediminas Bagdonas (LTU) | 45è                  |
| 124                  | Alexis Gougeard (FRA)    | DNF                  |
| 125                  | Oliver Naesen (BEL)      | 8è                   |
| 126                  | Stijn Vandenbergh (BEL)  | 40è                  |
| 127                  | Ben Gastauer (LUX)       | 61è                  |

| Delko Marseille Provence DMP | Delko Marseille Provence DMP      | Delko Marseille Provence DMP |
| ---------------------------- | --------------------------------- | ---------------------------- |
| Núm                          | Ciclista                          | Pos                          |
| 131                          | Julien El Fares (FRA)             | 57è                          |
| 132                          | Iuri Filosi (ITA)                 | 94è                          |
| 133                          | Alexis Guérin (FRA)               | 42è                          |
| 134                          | Alessandro Fedeli (ITA)           | 22è                          |
| 135                          | Ramūnas Navardauskas (LTU) (ruta) | 116è                         |
| 136                          | Fabien Schmidt (FRA)              | 85è                          |
| 137                          | Julien Trarieux (FRA)             | 19è                          |

| Israel Cycling Academy ICA | Israel Cycling Academy ICA | Israel Cycling Academy ICA |
| -------------------------- | -------------------------- | -------------------------- |
| Núm                        | Ciclista                   | Pos                        |
| 141                        | Davide Cimolai (ITA)       | 17è                        |
| 142                        | Conor Dunne (IRL)          | 107è                       |
| 143                        | Clément Carisey (FRA)      | 111è                       |
| 144                        | Krists Neilands (LAT)      | 90è                        |
| 145                        | Guy Sagiv (ISR) (ruta)     | 88è                        |
| 146                        | Tom Van Asbroeck (BEL)     | 41è                        |
| 147                        | Dennis van Winden (NED)    | 31è                        |

| Lotto-Soudal LTS | Lotto-Soudal LTS        | Lotto-Soudal LTS |
| ---------------- | ----------------------- | ---------------- |
| Núm              | Ciclista                | Pos              |
| 151              | Jasper De Buyst (BEL)   | 9è               |
| 152              | Stan Dewulf (BEL)       | 115è             |
| 153              | Caleb Ewan (AUS)        | DNF              |
| 154              | Frederik Frison (BEL)   | DNF              |
| 155              | Brian van Goethem (NED) | 63è              |
| 156              | Nikolas Maes (BEL)      | 21è              |
| 157              | Gerben Thijssen (BEL)   | 25è              |

| Dimension Data TDD | Dimension Data TDD       | Dimension Data TDD |
| ------------------ | ------------------------ | ------------------ |
| Núm                | Ciclista                 | Pos                |
| 161                | Ryan Gibbons (RSA)       | 18è                |
| 162                | Tom-Jelte Slagter (NED)  | 89è                |
| 163                | Giacomo Nizzolo (ITA)    | 6è                 |
| 164                | Mark Renshaw (AUS)       | 65è                |
| 165                | Jay Robert Thomson (RSA) | DNF                |
| 166                | Rasmus Tiller (NOR)      | 64è                |
| 167                | Julien Vermote (BEL)     | 58è                |

| EF Education First EF1 | EF Education First EF1    | EF Education First EF1 |
| ---------------------- | ------------------------- | ---------------------- |
| Núm                    | Ciclista                  | Pos                    |
| 171                    | Matti Breschel (DEN)      | DNF                    |
| 172                    | Alberto Bettiol (ITA)     | 66è                    |
| 173                    | Moreno Hofland (NED)      | 11è                    |
| 174                    | Sebastian Langeveld (NED) | 93è                    |
| 175                    | Daniel McLay (GBR)        | 78è                    |
| 176                    | Taylor Phinney (USA)      | 97è                    |
| 177                    | Sep Vanmarcke (BEL)       | 36è                    |

| Team Jumbo-Visma TJV | Team Jumbo-Visma TJV               | Team Jumbo-Visma TJV |
| -------------------- | ---------------------------------- | -------------------- |
| Núm                  | Ciclista                           | Pos                  |
| 181                  | Amund Grøndahl Jansen (NOR) (ruta) | 5è                   |
| 182                  | Pascal Eenkhoorn (NED)             | 99è                  |
| 183                  | Jos van Emden (NED)                | 71è                  |
| 184                  | Tom Leezer (NED)                   | 98è                  |
| 185                  | Timo Roosen (NED)                  | 74è                  |
| 186                  | Mike Teunissen (NED)               | 28è                  |
| 187                  | Maarten Wynants (BEL)              | 80è                  |

| Katusha-Alpecin TKA | Katusha-Alpecin TKA      | Katusha-Alpecin TKA |
| ------------------- | ------------------------ | ------------------- |
| Núm                 | Ciclista                 | Pos                 |
| 191                 | Jenthe Biermans (BEL)    | 52è                 |
| 192                 | Jens Debusschere (BEL)   | 118è                |
| 193                 | Alex Dowsett (GBR)       | 109è                |
| 194                 | Marco Haller (AUT)       | 103è                |
| 195                 | Nathan Haas (AUS)        | DNF                 |
| 196                 | Harry Tanfield (GBR)     | 47è                 |
| 197                 | Mads Würtz Schmidt (DEN) | 110è                |